# Karakoro
Karakoro is een gemeente (commune) in de regio Kayes in Mali. De gemeente telt 15.000 inwoners (2009).
De gemeente bestaat uit de volgende plaatsen:
- Aité
- Boutinguisse
- Kalinioro
- Souena Gandéga
- Souena Soumaré
- Souena Toucouleur
- Teichibé (hoofdplaats)